# Реморов, Александр Игоревич
Александр Игоревич Ре́моров (род. 14 сентября 1946, Бийск) — священнослужитель Русской православной церкви, протоиерей, клирик Новосибирской епархии, профессор, церковно-общественный деятель Новосибирска.

## Биография
Родился в 1946 году в Бийске в благочестивой семье потомственного священнослужителя — архимандрита Макария (Реморова). Дед — священник Николай Васильевич Реморов — стихотворец.
В 1964—1969 году обучался в НЭТИ.
С 1 апреля 1973 году — диакон Вознесенского кафедрального собора Новосибирска, затем протодиакон.
В 1989 году по окончании Московской духовной академии получил степень кандидата богословия за работу «Научный вклад в миссионерское служение протоиерея Василия Вербицкого (1812—1890)».
Протодиакон Александр Реморов стал одним из наиболее активных деятелей Новосибирской епархии по возрождению духовного образования.
В начале 1990-х годов участвовал в организации разнообразных духовно-просветительских курсов в Новосибирске. С января 1995 г. вместе с протоиереем Леонидом Хараимом и протоиереем Андреем Фёдоровым по благословению епископа Новосибирского и Томского Тихона организовал семестровые богословские курсы, проходившие при поддержке Сибирской академии госслужбы и собравшие более сотни слушателей. Осенью того же 1995 года по благословению Патриарха Алексия II на базе этих курсов был открыт Новосибирский Православный Богословский институт.
Осенью 1996 года епископом Новосибирским и Бердским Сергием (Соколовым) был назначен ректором богословского института и вскоре, 4 декабря 1996 года, рукоположён в сан священника, а в 1997 году возведён в сан протоиерея.
Деятельность протоиерея Александра Реморова на посту ректора богословского института связана с эпохой становления этого вуза и расширения его деятельности. С первого года существования института в нем существуют пастырский и катихизаторский факультеты. По инициативе отца Александра в 1998 году при институте было открыто регентско-псаломщическое отделение для обучения церковных регентов, а в 1999 году организована заочная форма обучения для священнослужителей и иногородних. В эти же годы стараниями ректора при институте был организован Свято-Макарьевский молодёжный хор, который вскоре стал одним из наиболее популярных объединений православной молодёжи Новосибирска. С 1999 года он открывает при институте школу звонарей на базе Храма Михаила Архангела. В 2001 года состоялся первый выпуск института.
В 2004 года Институту присвоено имя святителя Макария (Невского), митрополита Алтайского, одного из деятелей знаменитой Алтайской духовной миссии, изучению наследия которой были посвящены научные труды отца Александра.
Жена протоиерея Александра Реморова — Татьяна Ивановна Реморова (сестра Александра (Пивоварова)), с 1993 г. регент Архиерейского хора Вознесенского кафедрального собора. Заведует регентским отделением НСМПБИ.

## Публикации
- Протоиерей Леонтий Дмитрук // Журнал Московской Патриархии. 1998. — № 5. — С. 54—56.
- Практическое руководство для священнослужителя: учебно-методическое пособие. — Обь : Новосибирская православная духовная семинария, 2019. — 18 с.
- Священное Писание Нового Завета. Деяния и Соборные послания: учебно-методическое пособие. — Обь : Новосибирская православная духовная семинария, 2019. — 77 с. (соавтор: А. П. Солодкина)
- За миг до Рождества: Предпраздничные размышления // Православная семья. 2022. — № 1 (52)
- Рождество в современном мире // Православная семья. 2023. — № 1 (55) — С. 2-3.
- Мой дедушка священник Николай Васильевич Реморов // Материалы четвертой межрегиональной Западно-Сибирской родоведческой научно-практической конференции (29 октября 2023 г., г. Новосибирск). — Новосибирск : Агро-Сибирь, 2024. — С. 143—148